# 사페트 수시치
사페트 "파페" 수시치(Safet "Pape" Sušić, 1955년 4월 13일 ~ )는 보스니아 헤르체고비나의 전 축구 선수이자 현 축구 감독이다. 선수 시절에 공격형 미드필더로 활약하였다. 과거에 보스니아 헤르체고비나 축구 국가대표팀의 감독을 맡았다.

## 선수 경력

### 클럽
수시치는 1971년 고향인 자비도비치에 위치한 작은 클럽 FK 크리바야에서 선수 생활을 시작하였으며, 이 젊은 선수는 재능을 인정받아 그 이듬해인 1972년 FK 사라예보로 이적하였다.
그 후 그는 FK 사라예보에서 600 경기를 뛰는 동안 400골을 넣었고 1979년/80년 유고슬라비아 리그에서 21골을 넣었고 그는 이 활약을 바탕으로 그 해에 유고슬라비아 축구 연맹이 선정한 올해의 선수상을 수상하였다. 1982년 프랑스 르샹피오나의 명문 파리 생제르맹 FC로 이적하였고 그는 곧바로 유럽전역에서 알아주는 선수로 성장하였다.
1991년까지 282경기에 출전 72골의 기록을 남겼고 1992년 레드 스타 생투앙에서 17경기를 뛰며 3골을 기록하고 선수 생활의 마침표를 찍었다.

### 국가대표팀
1977년 22살의 나이에 유고슬라비아 축구 국가대표팀에 데뷔한 그는 1982년 FIFA 월드컵, 유로 1984, 1990년 FIFA 월드컵에서 유고슬라비아의 주축 공격수와 미드필더로 활약했고 1990년 월드컵 8강전 아르헨티나전을 마지막으로 54경기에 출전해 21골을 넣는 기록을 남기고 대표팀 유니폼을 벗었다. 그의 활약에 힘입어 유고슬라비아는 1990년 월드컵에서 8강전까지 오르는 준수한 성적을 남겼다.

## 감독 경력
그는 터키 수페르리그의 이스탄불스포르에서 1996년부터 1998년까지 감독직을 수행하였으며 2003년부터 2004년까지 코니아스포르에서도 지도자 생활을 하기도 했다.
2010년부터 조국 보스니아 헤르체고비나의 감독을 맡아 4년 뒤인 2014년 FIFA 월드컵에서 그의 조국이 처음으로 모습을 드러내게 하였다. 비록 초장부터 2경기를 연속으로 망치며 토너먼트 진출은 일찌감치 실패했으나, 최종전이었던 이란전에서 에딘 제코의 활약으로 그는 보스니아 헤르체고비나 최초로 월드컵 첫 승을 거두게 했다.
대회 이후에도 유임하게 됐지만, UEFA 유로 2016 예선에서의 성적 부진 탓에 2014년 가을에 경질되었다.

## 수상

#### 파리 생제르맹
- 리그1 : 1985–86
- 쿠프 드 프랑스 : 1982–83

#### 개인
- UEFA 주빌리 어워드 : 2003
- 리그1 올해의 외국인 선수 : 1982–83
- 유고슬라비아 축구 올해의 선수 : 1979
- 유고슬라비아 퍼스트 디비전 득점왕 : 1979–80
- 보스니아 축구 올해의 감독 : 2013